# Area diaphanalis
Area diaphanalis är en fjärilsart som beskrevs av Émile Louis Ragonot 1890. Area diaphanalis ingår i släktet Area och familjen mott. Inga underarter finns listade i Catalogue of Life.